# Gillette (marca)
|  | Per a altres significats, vegeu «Gillette». |

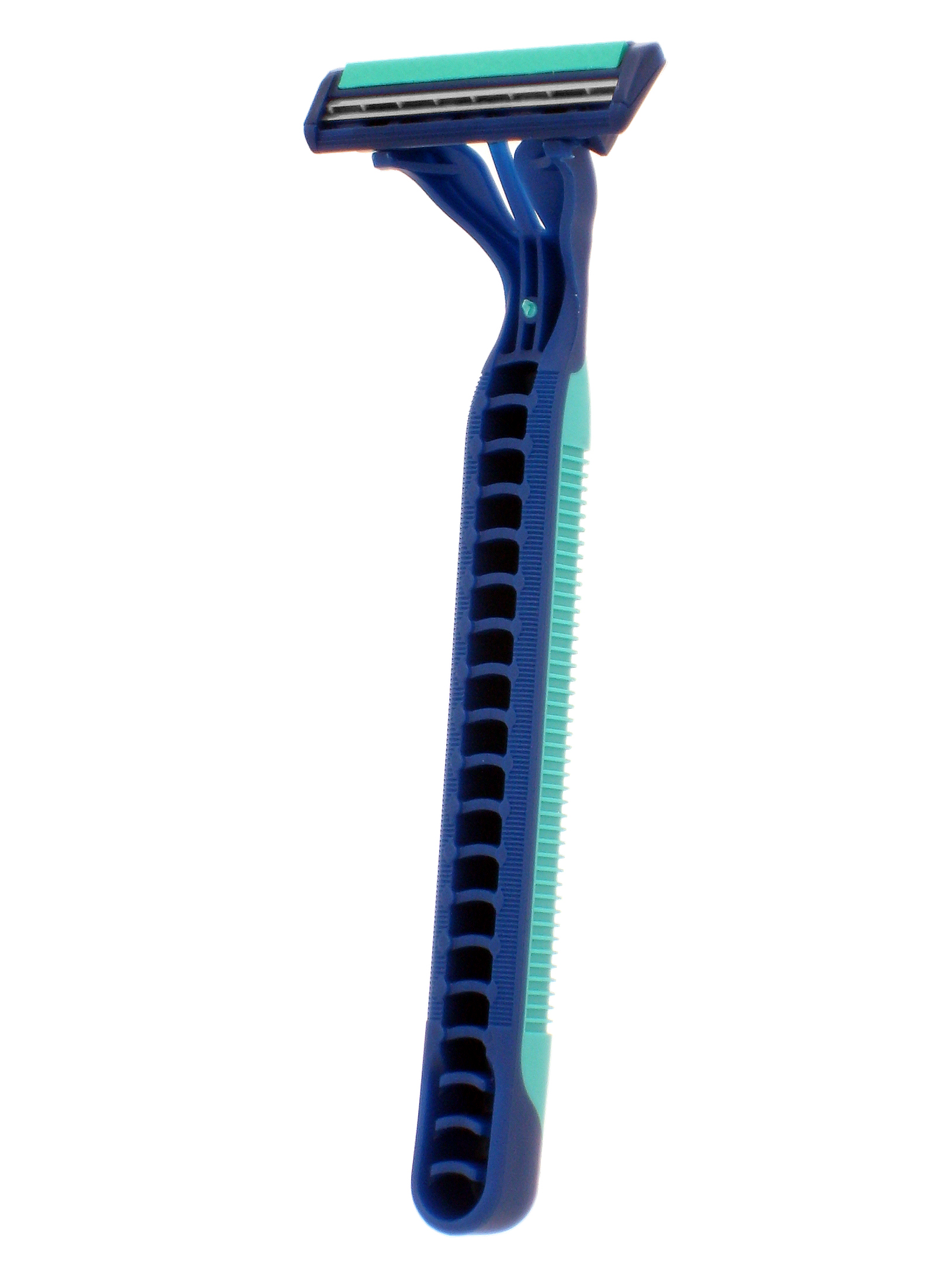
maquineta d'afaitar Gillette.

Gillette, és una marca de l'empresa Procter & Gamble. Antigament era fabricat per The Gillette Company, que va ser fundat per King Camp Gillette el 1901 com un fabricant d'accessoris per afaitar. La marca va tenir la seva base a Boston, Massachusetts.
L'1 d'octubre de 2005, The Gillette Company finalitzar la seva compra per part de Procter & Gamble. Com a resultat d'aquesta fusió, The Gillette Company va deixar d'existir i s'anomenà Global Gillette. El seu últim dia de cotització de mercat G - (símbol de la Borsa de Nova York), va ser el 30 de setembre de 2005. La fusió va crear la més gran del món en la cura personal i productes per a la llar.
Abans de la fusió, Gillette havia crescut fins a convertir-se en un proveïdor líder a nivell mundial de productes sota una varietat de marques. A més de Gillette, la companyia es comercialitza sota Braun, Duracell i Oral B, entre d'altres. El juliol de 2007, Global Gillette es va dissoldre i es van incorporar a Procter & Gamble dues divisions principals, Procter & Gamble i Bellesa de Procter & Gamble de Llars.